# شیا جیاپینگ
شیا جیاپینگ (انگلیسی: Xia Jiaping؛ زادهٔ ۱ مارس ۱۹۶۹) تنیس‌باز اهل چین بود.
وی در مسابقات کشوری و بین‌المللی در مجموع برندهٔ ۴ مدال طلا، ۱ مدال برنز شده‌است.